# Кортелью-роуд (линия Брайтон, Би-эм-ти)
|   |     |     |     |     |   |
| · | · л | · э | · э | · л | · |

|   |     |     |     |     |   |
| · | · л | · э | · э | · л | · |

«Кортелью-роуд» (англ. Cortelyou Road) — станция Нью-Йоркского метрополитена, расположенная на линии Брайтон, Би-эм-ти. Станция находится в Бруклине, в округе Флэтбуш, между Восточной 15-й и Восточной 16-й улицами, в районе их пересечения с Кортелью роуд. На станции останавливается маршрут Q (круглосуточно). Станцию проходит без остановки маршрут B (в будни днём и вечером до 23:00).

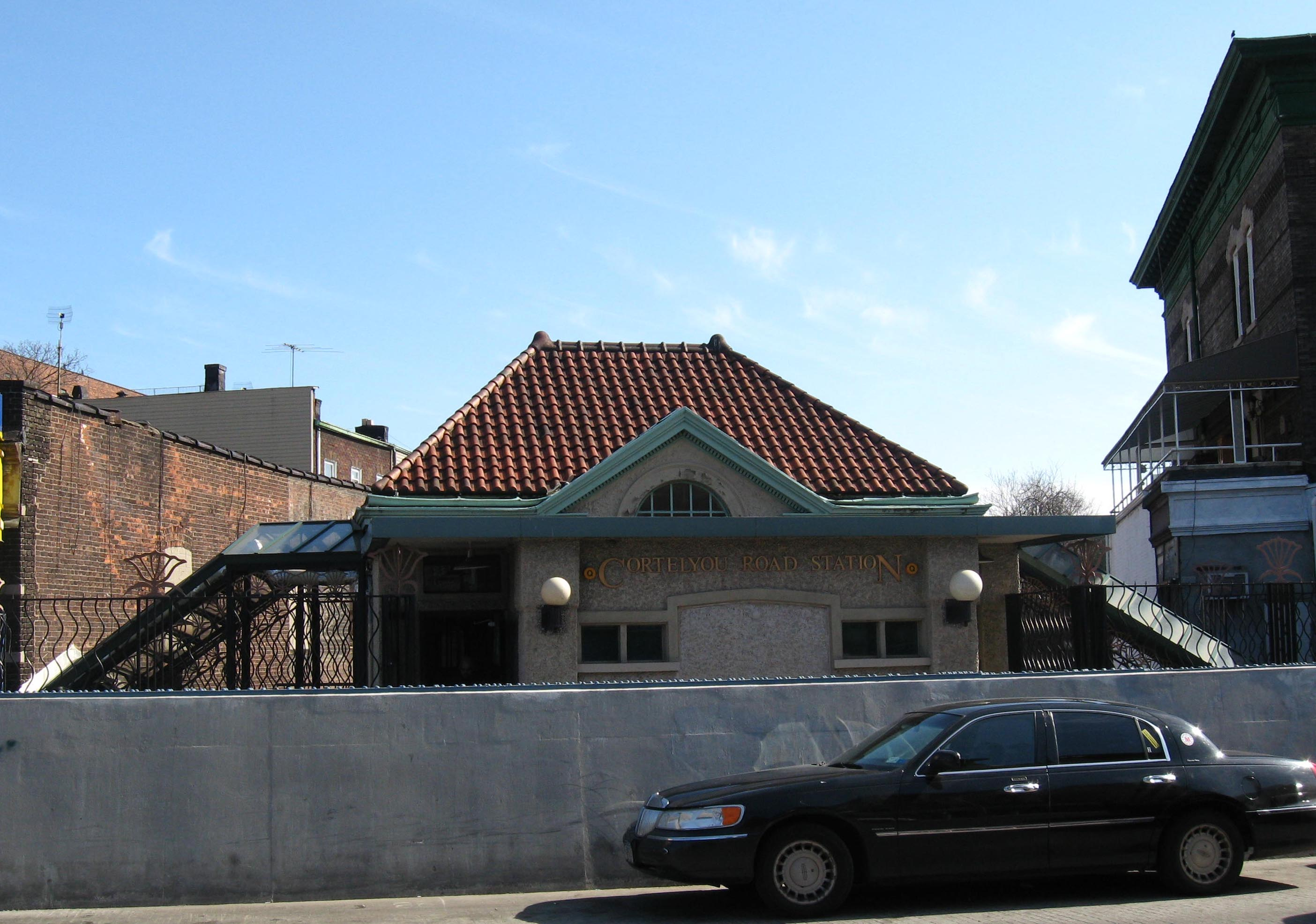
Вестибюль станции

Станция была открыта в 1900 году, тогда ещё на двухпутной линии, расположенной на уровне домов к югу от переезда Кортелью-роуд. Первоначально станция называлась Авеню Си. В 1907 году наземную линию поместили в овраг, там были возведены новые платформы, а также открыт вестибюль станции. В то же время переименовали и Авеню Си в Кортелью-роуд, что повлекло за собой переименование станции. Кортелью-роуд названа в честь Жака Кортелью, одного из основателей города Нью-Ютрект (сегодня — часть Бруклина).
Станция представлена двумя боковыми платформами, обслуживающими только внешние (локальные) пути четырёхпутной линии. Платформы оборудованы навесом. Имеются колонны, окрашенные в синий цвет. Единственный выход со станции приводит на Кортелью-роуд, между Восточной 15-й и Восточной 16-й улицами.
Расстояние между этой станцией и соседней Беверлей-роуд составляет чуть меньше 180 метров — это кратчайший перегон в Нью-Йоркском метро между двумя соседними станциями. Длина состава при этом составляет около 200 метров, поэтому, когда первый вагон заезжает на платформу следующей станции, последний ещё не покинул платформу предыдущей. Этот перегон стал самым коротким, когда в 1995 году была закрыта станция Дин-стрит на линии Франклин-авеню.